# Rostocker Wingolf
Der Rostocker Wingolf ist eine christliche, überkonfessionelle, nichtschlagende, farbentragende Studentenverbindung in Rostock. Der Rostocker Wingolf ist Mitglied im Wingolfsbund. Der Rostocker Wingolf bewohnt mit dem Wilhelm-Hagemeyer-Haus sein eigenes Verbindungshaus in der Altstadt Rostocks.

## Geschichte

### Gründung und Blütezeit
Am 1. Juni 1850 gründeten fünf Theologiestudenten den Rostocker Wingolf. Die Gründer waren zuvor allesamt Mitglieder des Berliner Wingolf und/oder Erlanger Wingolf gewesen. Bei Rückkehr in ihre mecklenburgische Heimat gründeten sie nach Vorbild der noch jungen Wingolfsverbindungen auch in Rostock eine Wingolfsverbindung.

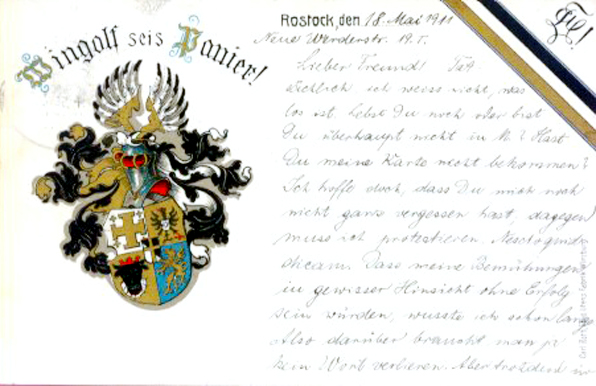
Couleurkarte des Rostocker Wingolf (1911)

Die Anfangsjahre gestalteten sich sehr schwierig, da es nur leidlich gelang, Studenten zum Eintritt zu bewegen. Immer wieder stand der Rostocker Wingolf kurz vor der Auflösung und musste von zugereisten Bundesbrüdern aus dem Wingolfsbund gestützt werden. Seinen regelmäßigen Treffpunkt hatte der Rostocker Wingolf zu dieser Zeit in Warnemünde.

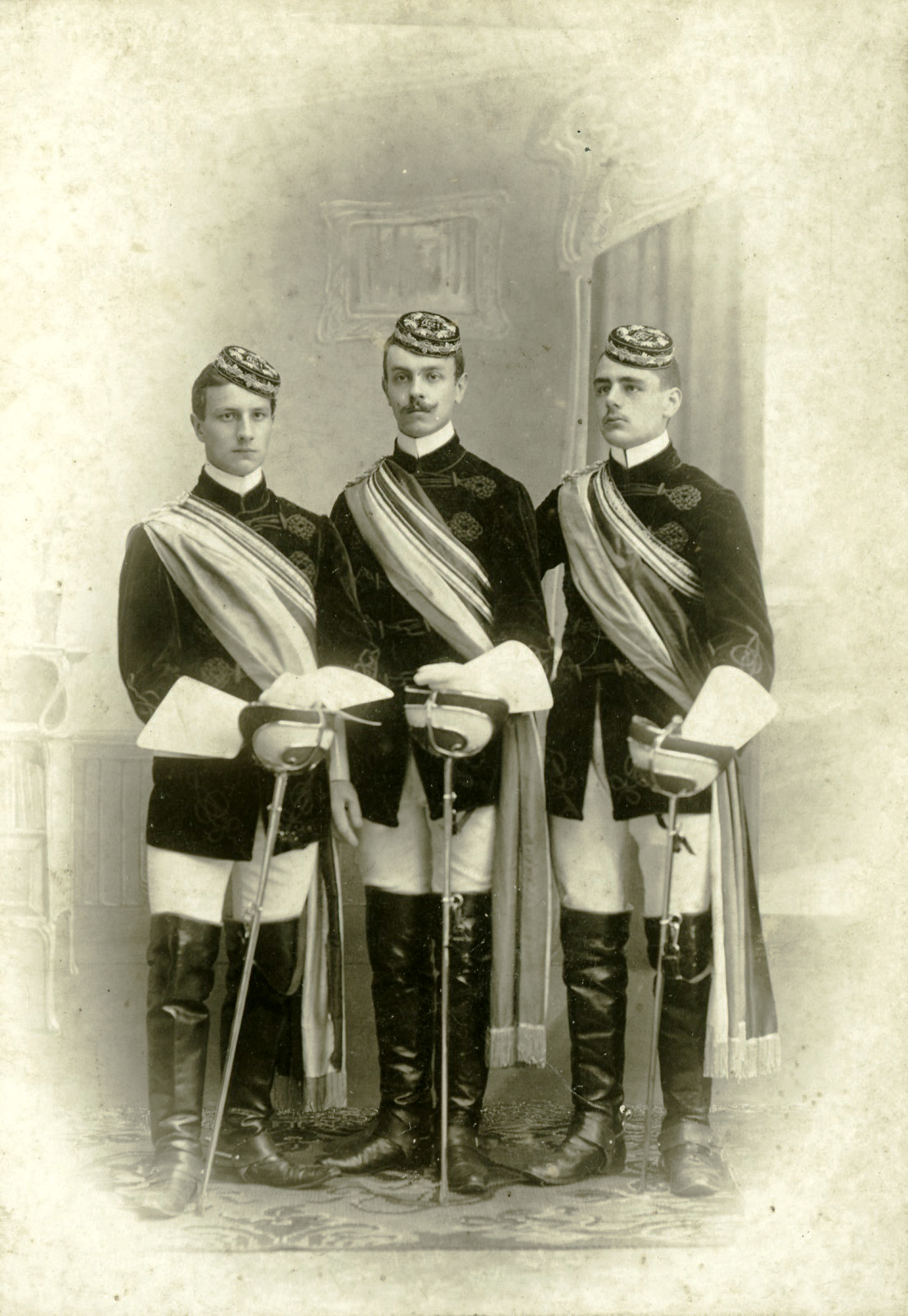
Chargierte des Rostocker Wingolf (1904)

Mit dem Erstarken anderer Studentenverbindungen in Rostock, insbesondere der Corps, fiel es auch den Rostocker Wingolfiten leichter, ihren Platz in der Stadt und der Universität zu finden. Zu Beginn des 20. Jahrhunderts gehörte der Rostocker Wingolf zu den stärksten Wingolfsverbindungen. So wurde in den 1890er-Jahren auch die Vorortschaft für den Wingolfsbund übernommen, obwohl die Anzahl der Burschen im Vergleich zu anderen Wingolfsverbindungen (Hallenser Wingolf, Erlanger Wingolf, Heidelberger Wingolf etc.) eher gering war. Das Aktivenleben wurde nun durch regelmäßiges Kneipen und Theologisieren bestimmt, ein Hausbau in Betracht gezogen. 1913 konnte ein Haus in der Friedrichstraße bezogen werden.

### Nationalsozialismus und Zeit der Vertagung
Der Rostocker Wingolf musste sich unter dem NS-Regime 1936 vertagen. Das Haus wurde 1938 verkauft. Jedoch wurde die angeordnete Liquidation nicht unumschränkt durchgeführt. Eine Altherren-Organisation blieb, wenn auch verdeckt, bestehen.
Nach dem Zweiten Weltkrieg gründete sich in Clausthal-Zellerfeld der Clausthaler Wingolf "Catena". Zum 100. Stiftungsfest des Rostocker Wingolf, das der Vertagung wegen 1950 in Göttingen gefeiert werden musste, erklärten sich die anwesenden Philister des Rostocker Wingolf bereit in ein gegenseitiges Patenverhältnis mit dem neugegründeten Clausthaler Wingolf "Catena" einzutreten. Dies beinhaltete zuerst die Unterstützung der "Catena" durch die Philisterschaft des Rostocker Wingolf, da er selbst auf Grund der politischen Verhältnisse in der DDR nicht wiedergegründet werden konnte. 1958 entschied sich die Philisterschaft des Rostocker Wingolf dafür, den Chargierten das Rostocker Band anzubieten. So wurde über die Jahrzehnte gewährleistet, dass der Rostocker Wingolfsgedanke nicht ausstarb. Diese Traditionsübernahmen sind im Wingolfsbund übliches Vorgehen.
Nach der politischen Wende und der Wiedervereinigung beider deutschen Staaten entstanden Überlegungen zur Neugründung der ostdeutschen Wingolfsverbindungen, auch des Rostocker Wingolf. Die Clausthaler Catenen mit Rostocker Band gründeten bereits am 5. Oktober 1991 einen neuen Hausbauverein für den noch vertagten Rostocker Wingolf. 

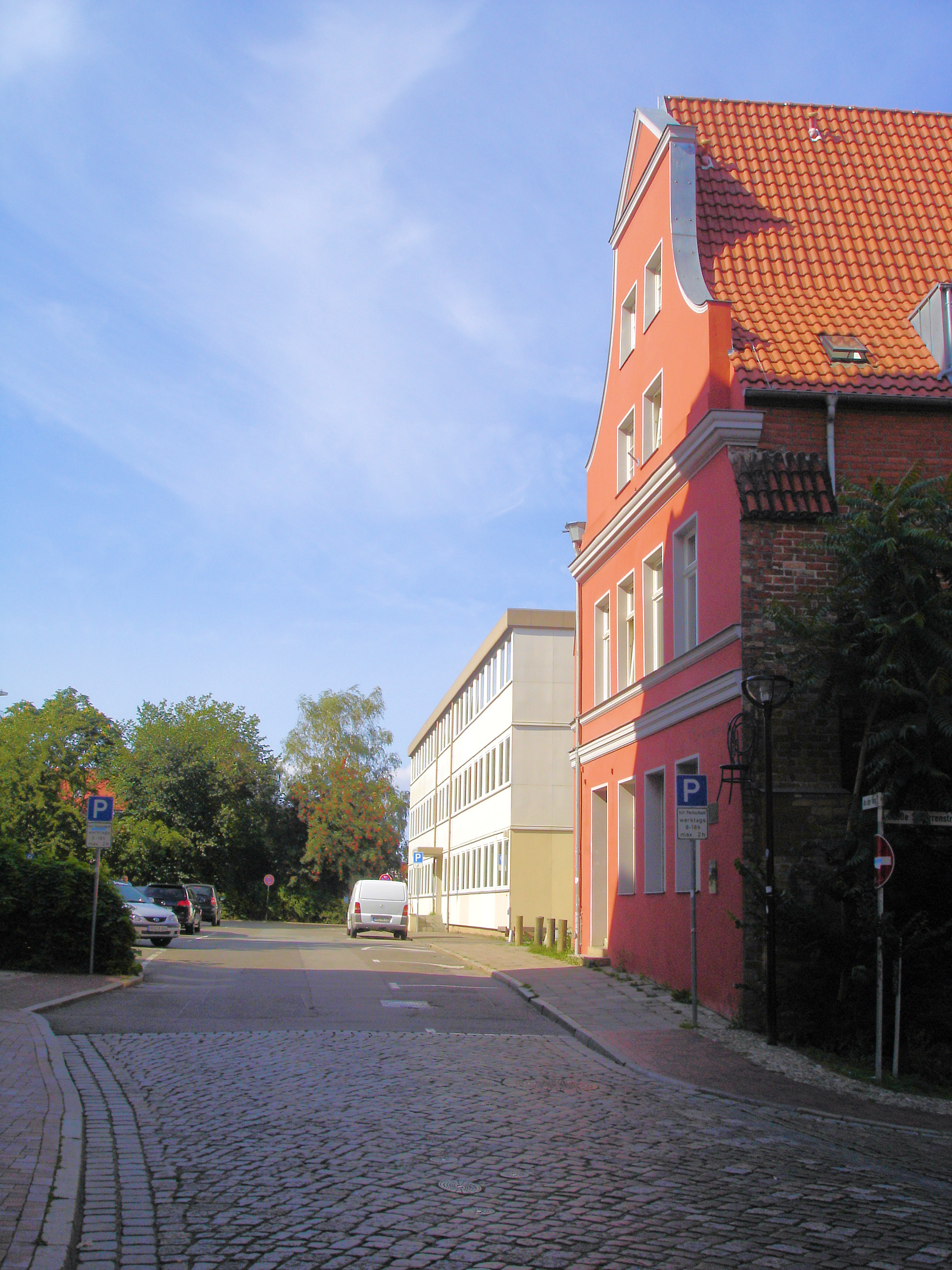
Das "Wilhelm-Hagemeyer-Haus"
An der Hege 11

### Wiedergründung und aktuelle Situation
Nach der politischen Wende und der Wiedervereinigung beider deutschen Staaten entstanden Überlegungen zur Neugründung der ostdeutschen Wingolfsverbindungen, auch des Rostocker Wingolf. Die Clausthaler Catenen mit Rostocker Band gründeten bereits am 5. Oktober 1991 einen neuen Hausbauverein für den noch vertagten Rostocker Wingolf. Ab 1995 lebten wieder Aktive in Rostock. Zuerst fand das wingolfitische Leben in verschiedenen Wohngemeinschaften und Etagen Raum, bevor 2002 das neue Verbindungshaus eingeweiht werden konnte.
Auch nach der Wiedergründung spiegelt sich das gute Verhältnis zwischen dem Rostocker Wingolf und dem Clausthaler Wingolf "Catena" zum Beispiel in den gemeinsam gefeierten Stiftungsfesten wider. Gegenwärtig hat der Rostocker Wingolf mehr als 30 studentische Mitglieder. Seit Ende der 90er-Jahre organisiert der Rostocker Wingolf die sogenannte "Strandkneipe", die direkt am Ostseestrand stattfindet.

## Das "Wilhelm-Hagemeyer-Haus"
Der Rostocker Wingolf sanierte in den Jahren 2000 und 2001 ein altes Giebelhaus An der Hege 11, das zu Beginn der Arbeiten nur mehr eine Ruine war. Die ältesten Teile des Hauses stammen aus dem 13. Jahrhundert, es gilt daher als eines der ältesten erhaltenen Häuser in Rostock. Die Renovierung wurde erst durch eine großzügige Spende an den Rostocker Wingolf möglich, der das Haus nach erfolgreichem Abschluss aller Arbeiten 2002 wiedereinweihen konnte. Seitdem beherbergt es die Aktivitas des Rostocker Wingolf. Seinen Namen hat das Haus von der Stiftung "Eheleute Wilhelm und Elisabeth Hagemeyer", die die Sanierung ermöglichte.

## Bekannte Mitglieder (Auswahl)

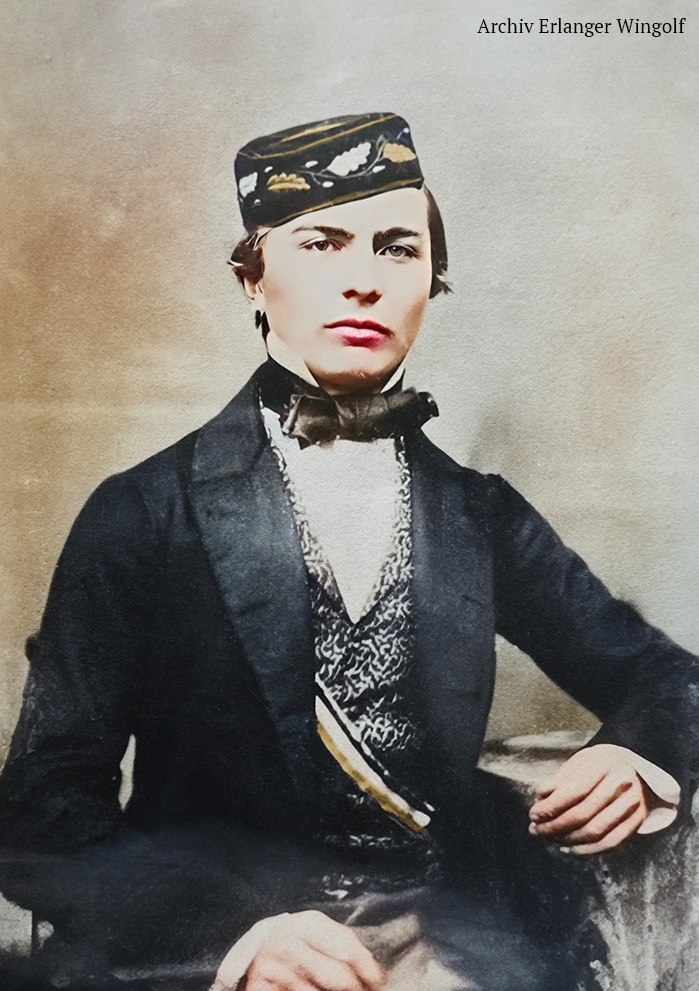
Hermann Ohl
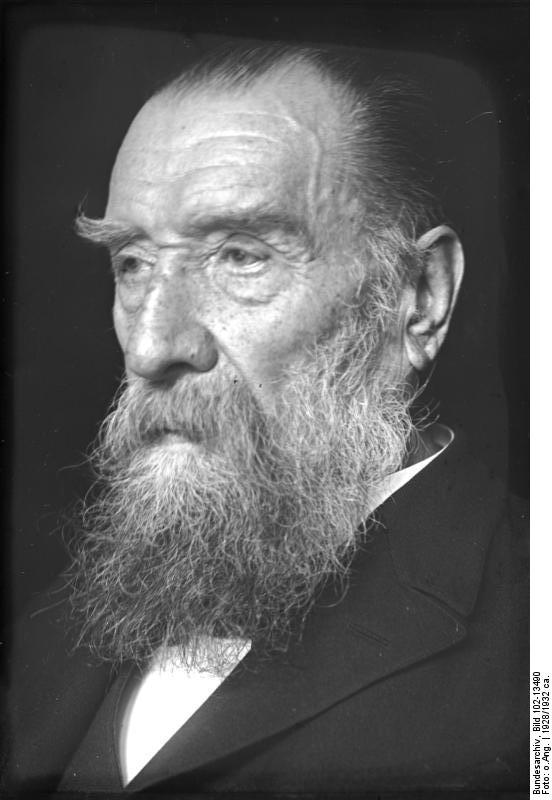
Wilhelm Kahl
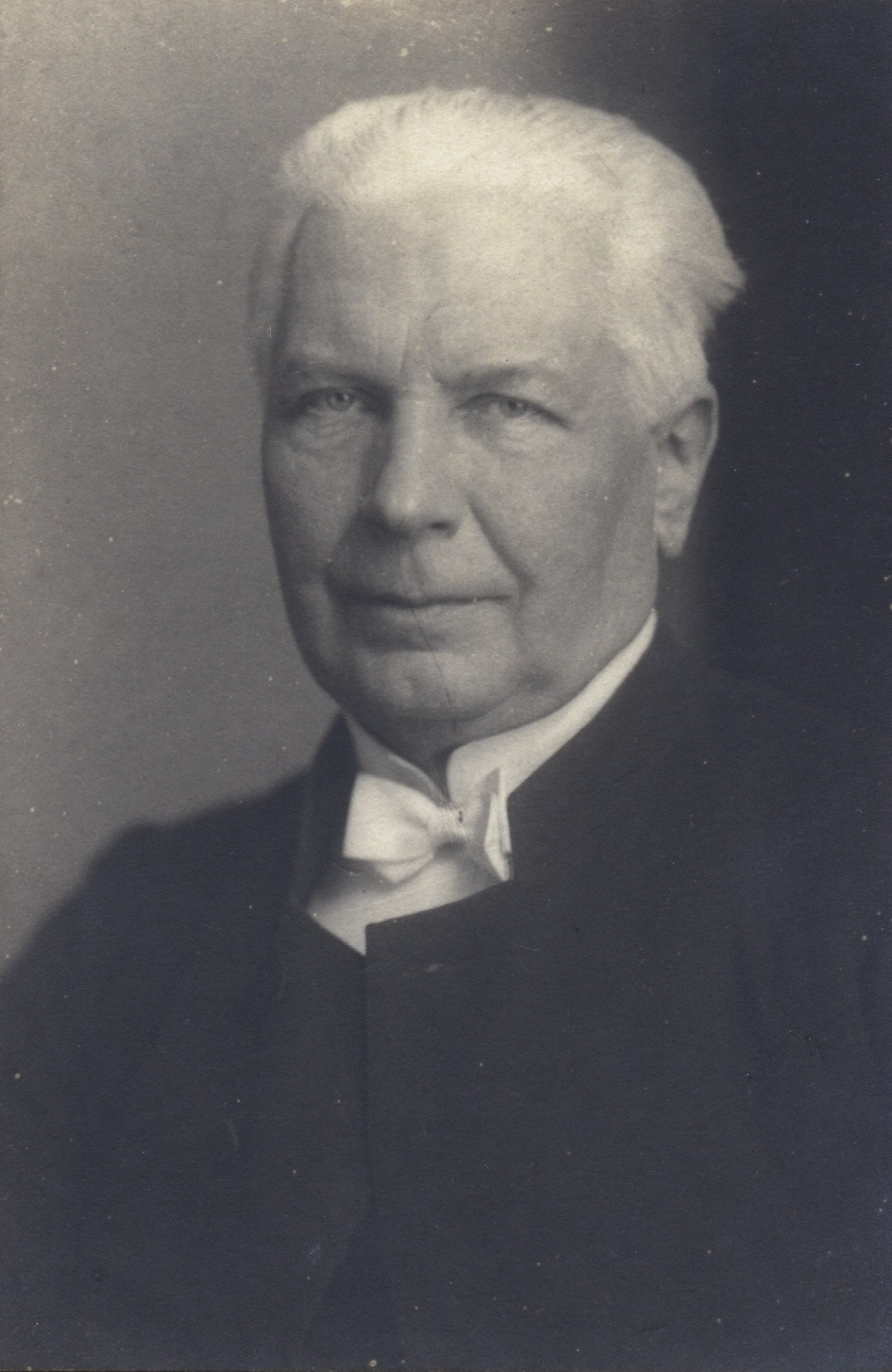
August Wiegand
Adolf Sellschopp
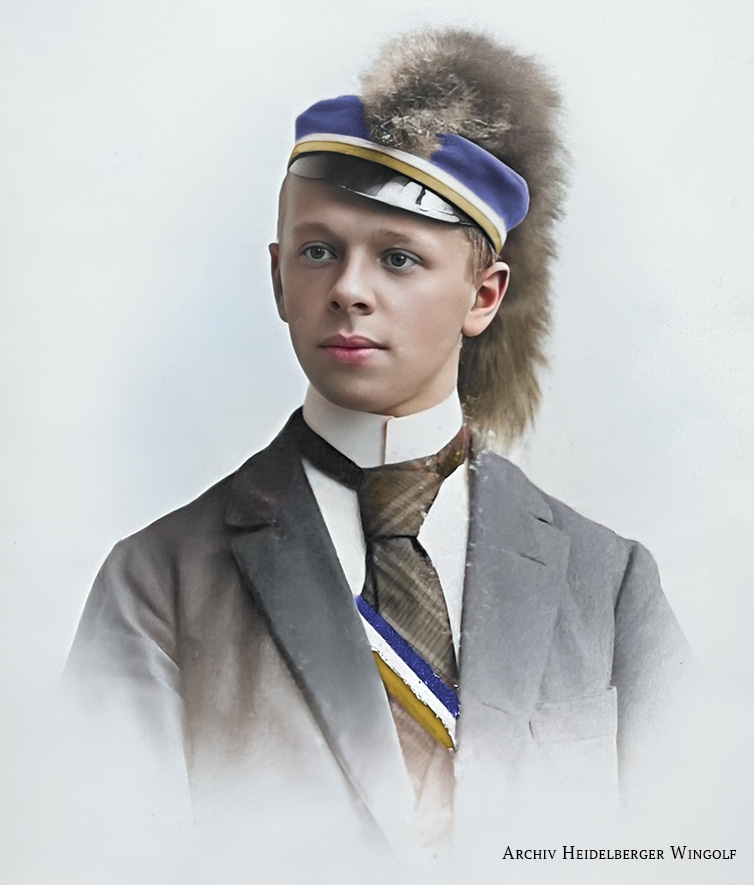
Paul Gerhard Hosemann
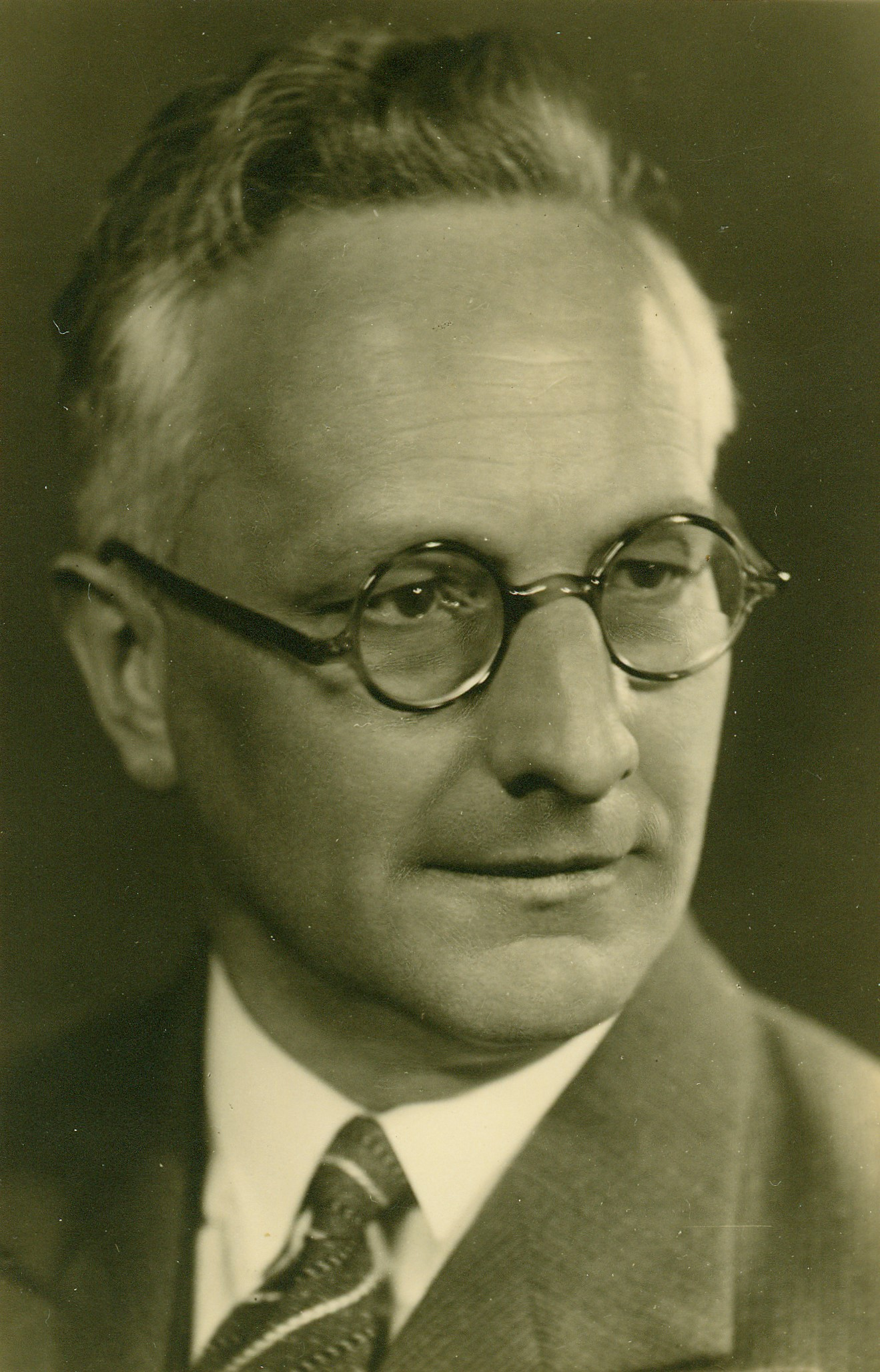
Karl Mützelfeldt
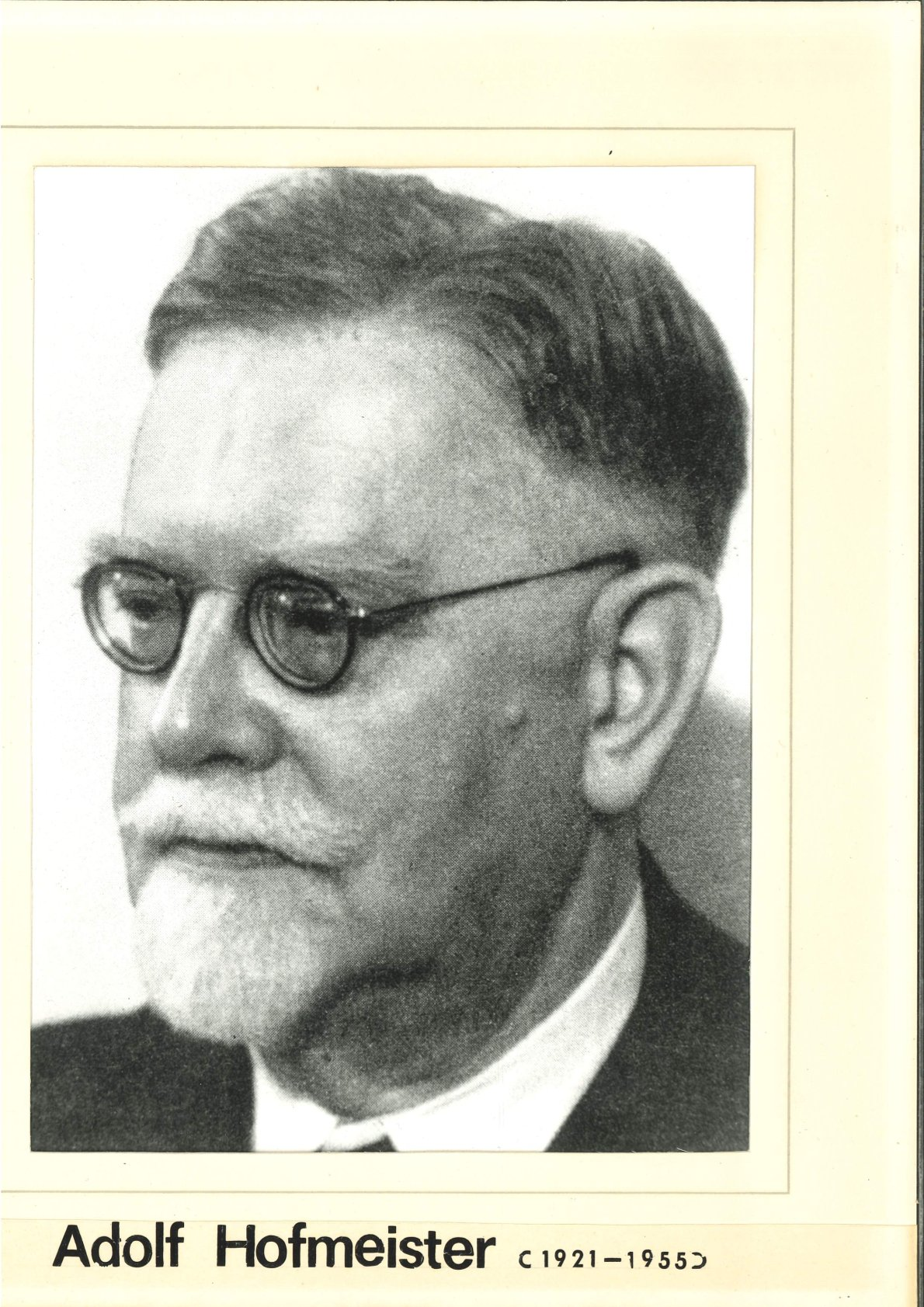
Adolf Hofmeister
Karl Griewank

- Hermann Ohl (1836–1914), lutherischer Theologe und Pädagoge
- Paul Bard (1839–1927), lutherischer Theologe, Superintendent und Oberkirchenrat
- Wilhelm Kahl (1849–1932), Professor für Strafrecht, Mitglied der Nationalliberalen Partei, Mitbegründer und Ehrenvorsitzender der DVP
- August Wiegand (1864–1945), lutherischer Theologe, Kämpfer für die Rechte der Juden im Nationalsozialismus
- Adolf Sellschopp (1865–1914), lutherischer Theologe und Pädagoge
- Gustav Clodius (1866–1944), lutherischer Theologe, Heimatforscher und Ornithologe
- Ernst Sellin (1867–1946), evangelischer Theologe, Professor für Altes Testament und Biblische Archäologie
- Gerhard Tolzien (1870–1946), lutherischer Theologe, Landesbischof von Mecklenburg-Strelitz
- Richard Grützmacher (1876–1959), evangelischer Theologe, Professor für Systematische Theologie (1924 ausgetreten)
- Paul Gerhard Hosemann (1879–1958), Chirurg, Universitätsprofessor
- Andreas Walther (1879–1960), Soziologe, lutherischer Theologe und Historiker, Professor für Soziologie
- Karl Mützelfeldt (1881–1955), lutherischer Theologe und Pädagoge
- Friedrich Büchsel (1883–1945), evangelischer Theologe, Professor für Neues Testament
- Martin Stammer (1883–1966), lutherischer Theologe, Pädagoge und Politiker (DVP)
- Friedrich Brunstäd (1883–1944), lutherischer Theologe und Philosoph, 882. Rektor der Universität Rostock (Ehrenmitglied)
- Adolf Hofmeister (1883–1956), Historiker, Professor für mittlere und neuere Geschichte
- Julius Sieden (1884–1938), lutherischer Theologe, Landessuperintendent, leitendes Mitglied in der Bekennenden Kirche in Mecklenburg
- Johannes Heepe (1885–1956), deutschchristlicher Theologe, Domprediger in Schwerin, letzter leitender Geistlicher in Mecklenburg-Strelitz
- Richard Laabs (1895–1979), lutherischer Theologe, Professor für Altes Testament und Systematische Theologie
- Karl Griewank (1900–1953), Historiker, Professor an der Universität Jena
- Matthias Schulz (1900–1981), lutherischer Theologe, Kirchenrat
- Karl Kindt (1901–1959), Philosoph, lutherischer Theologe und Pädagoge
- Walter Blankenburg (1903–1986), evangelischer Pfarrer, Kirchenmusikdirektor und Musikwissenschaftler